# Shuitianba, Hunan
Shuitianba (kinesiska: 水田坝, 水田坝镇) är en köping i Kina. Den ligger i provinsen Hunan, i den södra delen av landet, omkring 350 kilometer nordväst om provinshuvudstaden Changsha. Antalet invånare är 12 622. Befolkningen består av 5 910 kvinnor och 6 712 män. Barn under 15 år utgör 17,0 %, vuxna 15-64 år 72 %, och äldre över 65 år 9,0 %.
Runt Shuitianba är det ganska tätbefolkat, med 139 invånare per kvadratkilometer. Närmaste större samhälle är Ciyantang, 12,8 km väster om Shuitianba. I omgivningarna runt Shuitianba växer i huvudsak blandskog.
Genomsnittlig årsnederbörd är 1 711 millimeter. Den regnigaste månaden är maj, med i genomsnitt 288 mm nederbörd, och den torraste är december, med 22 mm nederbörd.